# 新井 (中野区)
新井（あらい）は、東京都中野区の地名。現行行政地名は新井一丁目から新井五丁目。住居表示実施済区域。

## 地理

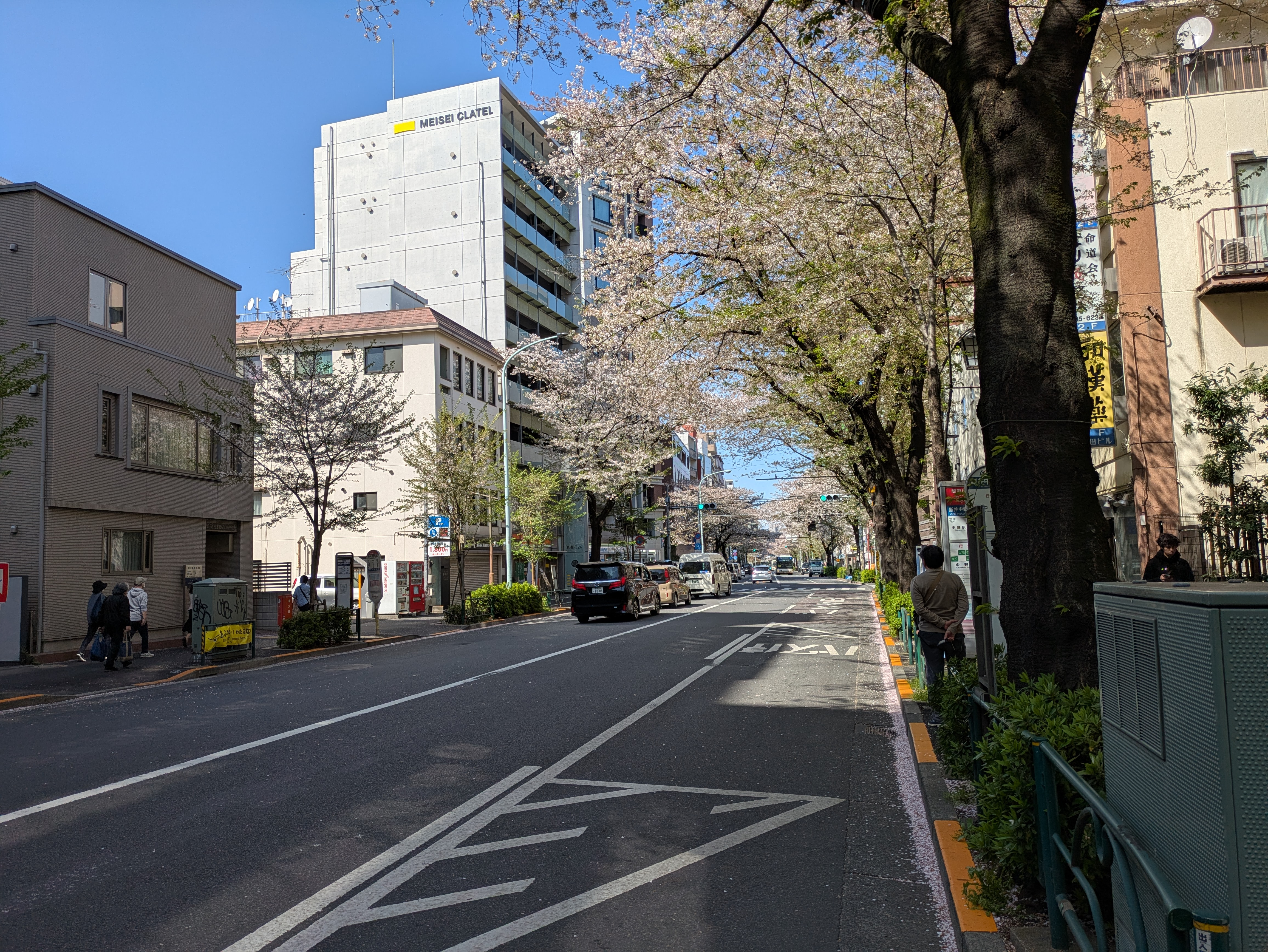
中野区新井一丁目

中野区の北部寄りに位置する。東部は上高田に、南部は早稲田通りを境に中野と接する。北部は妙正寺川を境に沼袋、西武新宿線を境に松が丘、西部は野方に接している。主に住宅地として利用されている。早稲田通り沿いは中野駅から徒歩10分程度で利用可能。西部の新井三丁目、四丁目方面は隣の沼袋駅のほうが近い。また、北西部には平和の森公園（旧中野刑務所）が設置されている。

### 地価
住宅地の地価は、2025年（令和7年）1月1日の公示地価によれば、新井2-8-10の地点で86万円/m2、新井4-11-10の地点で63万1000円/m2となっている。

## 歴史

### 地名の由来
新井の名は戦国時代に新たに井戸が掘られたことに由来する。中野区最大で、都内でも有数の著名寺院である新井薬師（梅照院）がある。この寺院が名称の由来となった西武新宿線の新井薬師前駅は、駅前の通り一つ隔てて隣の上高田にあり、町域外である。

## 世帯数と人口
2023年（令和5年）1月1日現在（東京都発表）の世帯数と人口は以下の通りである。
| 丁目       | 世帯数     | 人口     |
| ---------- | ---------- | -------- |
| 新井一丁目 | 3,157世帯  | 4,415人  |
| 新井二丁目 | 3,471世帯  | 5,435人  |
| 新井三丁目 | 1,665世帯  | 2,862人  |
| 新井四丁目 | 1,934世帯  | 3,127人  |
| 新井五丁目 | 1,723世帯  | 2,472人  |
| 計         | 11,950世帯 | 18,311人 |

### 人口の変遷
国勢調査による人口の推移。
| 年                 | 人口   |
| ------------------ | ------ |
| 1995年（平成7年）  | 15,612 |
| 2000年（平成12年） | 16,774 |
| 2005年（平成17年） | 17,210 |
| 2010年（平成22年） | 17,663 |
| 2015年（平成27年） | 18,225 |
| 2020年（令和2年）  | 18,854 |

### 世帯数の変遷
国勢調査による世帯数の推移。
| 年                 | 世帯数 |
| ------------------ | ------ |
| 1995年（平成7年）  | 8,293  |
| 2000年（平成12年） | 9,427  |
| 2005年（平成17年） | 10,008 |
| 2010年（平成22年） | 10,789 |
| 2015年（平成27年） | 11,256 |
| 2020年（令和2年）  | 11,731 |

## 学区
区立小・中学校に通う場合、学区は以下の通りとなる（2024年4月現在）。
| 丁目       | 番地                                                 | 小学校                 | 中学校             |
| ---------- | ---------------------------------------------------- | ---------------------- | ------------------ |
| 新井一丁目 | 1番 2番1〜17号 2番25号（私道の南側） 2番26〜28号 3番 | 中野区立桃園第二小学校 | 中野区立中野中学校 |
| 新井一丁目 | 2番18〜24号 2番25号（私道の北側） 4〜43番            | 中野区立令和小学校     | 中野区立第五中学校 |
| 新井二丁目 | 1番〜8番 20〜51番                                    | 中野区立平和の森小学校 | 中野区立中野中学校 |
| 新井二丁目 | 9〜19番                                              | 中野区立平和の森小学校 | 中野区立緑野中学校 |
| 新井三丁目 | 9〜38番                                              | 中野区立平和の森小学校 | 中野区立緑野中学校 |
| 新井三丁目 | 1〜8番                                               | 中野区立令和小学校     | 中野区立第五中学校 |
| 新井四丁目 | 全域                                                 | 中野区立令和小学校     | 中野区立第五中学校 |
| 新井五丁目 | 全域                                                 | 中野区立令和小学校     | 中野区立第五中学校 |

## 交通

### 鉄道
| 隣接する街区の駅 |
| --- |
| 西武新宿線 - 新井薬師前駅(SS 05) - 沼袋駅(SS 06) JR中央線 JR中央・総武線各駅停車 東京メトロ東西線 - 中野駅(JC 06)(JB 07)(T 01) |

## 経済

### 事業所
2021年（令和3年）現在の経済センサス調査による事業所数と従業員数は以下の通りである。
| 丁目       | 事業所数  | 従業員数 |
| ---------- | --------- | -------- |
| 新井一丁目 | 282事業所 | 2,790人  |
| 新井二丁目 | 245事業所 | 1,808人  |
| 新井三丁目 | 51事業所  | 568人    |
| 新井四丁目 | 82事業所  | 407人    |
| 新井五丁目 | 107事業所 | 653人    |
| 計         | 767事業所 | 6,226人  |

#### 事業者数の変遷
経済センサスによる事業所数の推移。
| 年                 | 事業者数 |
| ------------------ | -------- |
| 2016年（平成28年） | 812      |
| 2021年（令和3年）  | 767      |

#### 従業員数の変遷
経済センサスによる従業員数の推移。
| 年                 | 従業員数 |
| ------------------ | -------- |
| 2016年（平成28年） | 6,385    |
| 2021年（令和3年）  | 6,226    |

### 産業
商工業
- 窪寺國三郎（辰美野、料理業）[16][17] - 料理業を営む。また中野区会議員を務める[16][18]。
- 窪寺傳吉（萬屋、料理業）[16] - 料理業[16]、精米業[17]を営む。また東京府会議員を務める[16][18]。
- 窪寺ふく（煎餅商）[17]

店・企業
- 包装用品専門店「西田商店」
- みずほ銀行中野北口支店

### 地主
新井の地主には「窪寺奥太郎、窪寺金蔵、窪寺庄太郎、窪寺鈴太郎、窪寺忠次郎、窪寺寅吉、窪寺政太郎、窪寺平蔵、窪寺増太郎、窪寺彌五郎」などがいた。

## 施設
- 新井薬師（梅照院）
- 新井薬師公園（梅照院と隣接）
- 平和の森公園
  - 中野区立総合体育館（キリンレモンスポーツセンター）
- 法務省矯正研修所東京支所
- 北野神社
- 中野処理場
- 商工会館
- 中野区障害者福祉事業団（ニコニコ事業団）
- おもちゃ美術館
- NTTクオリア
- 中野Studio twl

## その他

### 日本郵便
- 郵便番号 : 165-0026[3]（集配局 : 中野北郵便局[19]）。